# Erik Johan Lillie
Erik Johan Lillie af Greger Mattssons ätt, död 28 juli 1715, var en svensk amiral. 

## Biografi
Erik Johan Lillie var son till översten för Österbottens regemente Johan Lillie och hans hustru Carin Johansdotter Oljekvist. Han blev konstapel vid flottan 1684, och befordrades 22 januari 1694 till underlöjtnant vid amiralitetet. År 1705 utanför Retusaari mötte Lille ombord på fregatten Reval sju ryska galärer, mot vilka han försvarade sig en tid innan han måste fly. I augusti 1706 sänkte han två ryska proviantskepp och oskadliggjorde ett tredje proviantskepp. Redan 1712 hade han hunnit till schoutbynachts grad.
Lillie förde under åren 1713 och 1714 befälet över eskadrar i Finska viken för att hindra ryssarnas framträngande längs dess norra strand. Han deltog under Gustav Wattrangs befäl under sjöslaget vid Hangöudd. Under Claes Sparre förde Lillie en av eskadrarna vid sjöslaget vid Rügen 1715, varvid han stupade, skjuten av en kanonkula.